# Campeonato Asiático de Futebol Sub-19 de 2016
O Campeonato Asiático de Futebol Sub-19 de 2016 foi a 39ª edição da competição organizada pela Confederação Asiática de Futebol (AFC) para jogadores com até 19 anos de idade. O evento foi realizado no Bahrein entre os dias 13 - 30 de outubro.
A seleção do Japão foi campeã do torneio pela primeira vez na história da competição após empatar em 0-0 no jogo normal e vencendo na disputa por pênaltis por 5-3 sobre a Arábia Saudita.

## Participantes
- Arábia Saudita
- Austrália
- Bahrein (país sede)
- China
- Coreia do Norte
- Coreia do Sul
- Emirados Árabes Unidos
- Iêmen
- Irã
- Iraque
- Japão
- Catar (atual campeão)
- Tailândia
- Tadjiquistão
- Uzbequistão
- Vietnã

## Sedes
| Riffa                       | Madinat 'Isa                    |
| --------------------------- | ------------------------------- |
| Estádio Nacional de Bahrein | Estádio Cidade Deportiva Califa |
| Capacidade: 30 000          | Capacidade: 20 000              |
|                             |                                 |

## Sorteio
O sorteio de definição dos grupos foi realizado no dia 30 de abril em Manama.
| Pote 1                                    | Pote 2                                       | Pote 3                               | Pote 4                                 |
| ----------------------------------------- | -------------------------------------------- | ------------------------------------ | -------------------------------------- |
| Bahrein Catar Coreia do Norte Uzbequistão | Japão Tailândia Emirados Árabes Unidos China | Austrália Iraque Coreia do Sul Iêmen | Irã Vietnã Arábia Saudita Tadjiquistão |

## Fase de grupos
|  | Equipes classificadas para as Quartas de Final |

Todas as partidas seguem o fuso horário do Bahrein (UTC+3)

### Grupo A
| Seleção        | P | J | V | E | D | GP | GC | SG |
| -------------- | - | - | - | - | - | -- | -- | -- |
| Bahrein        | 6 | 3 | 2 | 0 | 1 | 7  | 6  | +1 |
| Arábia Saudita | 6 | 3 | 2 | 0 | 1 | 8  | 4  | +4 |
| Coreia do Sul  | 6 | 3 | 2 | 0 | 1 | 6  | 4  | +2 |
| Tailândia      | 0 | 3 | 0 | 0 | 3 | 3  | 10 | -7 |

| 13 de Outubro | Tailândia        | 1 – 3     | Coreia do Sul                                              | Estádio Nacional de Bahrein, Riffa      |
| 16:30         | Amornlertsak 76' | Relatório | Jeong Tae-wook 13' · Han Chan-hee 41' · Kang Ji-hoon 90+3' | Público: 200 Árbitro: SIN Mohammad Taqi |

| 13 de Outubro | Bahrein                                                            | 3 – 2     | Arábia Saudita                  | Estádio Cidade Deportiva Califa, Madinat 'Isa |
| 19:30         | Mohamed Marhoon 41' · Mohamed Yusuf 49 pen.' · Ahmed Mohamed 90+4' | Relatório | Al Anaze 56' · Al Naji 80 pen.' | Público: 2,500 Árbitro: UAE Ammar Al-Jeneibi  |

| 16 de Outubro | Arábia Saudita                                                  | 4 – 0     | Tailândia | Estádio Nacional de Bahrein, Riffa        |
| 16:30         | Al-Anaze 43' · Al-Muwallad 60' · Al-Khulaif 68' · Ghareeb 90+3' | Relatório |           | Público: 185 Árbitro: KGZ Timur Faizullin |

| 16 de Outubro | Coreia do Sul            | 2 – 1     | Bahrein     | Estádio Cidade Deportiva Califa, Madinat 'Isa |
| 19:30         | Cho Young-wook 84' 90+2' | Relatório | Ebrahim 56' | Público: 6,677 Árbitro: JOR Mohammad Abu Loum |

| 19 de Outubro | Bahrein                                         | 3 – 2     | Tailândia              | Estádio Cidade Deportiva Califa, Madinat 'Isa |
| 19:30         | Yusuf 12' ( pen.) · Bughammar 47' · Al Naar 51' | Relatório | Phaso 30' · Jaided 84' | Público: 8,650 Árbitro: JPN Jumpei Iida       |

| 19 de Outubro | Coreia do Sul     | 1 – 2     | Arábia Saudita             | Estádio Nacional de Bahrein, Riffa       |
| 19:30         | Kim Geun-jung 32' | Relatório | Al-Najai 38' · Al-Amri 64' | Público: 210 Árbitro: AUS Jarred Gillett |

### Grupo B
| Seleção                | P | J | V | E | D | GP | GC | SG |
| ---------------------- | - | - | - | - | - | -- | -- | -- |
| Iraque                 | 7 | 3 | 2 | 1 | 0 | 5  | 0  | +5 |
| Vietnã                 | 5 | 3 | 1 | 2 | 0 | 3  | 2  | +1 |
| Emirados Árabes Unidos | 4 | 3 | 1 | 1 | 1 | 4  | 3  | +1 |
| Coreia do Norte        | 0 | 3 | 0 | 0 | 3 | 2  | 9  | -7 |

| 14 de Outubro | Coreia do Norte     | 1 – 2     | Vietnã                                | Estádio Cidade Deportiva Califa, Madinat 'Isa |
| 16:30         | Ryang Hyon-ju 90+2' | Relatório | Hà Đức Chinh 71' · Đoàn Văn Hậu 90+1' | Público: 100 Árbitro: QAT Khamis Al Marri     |

| 14 de Outubro | Emirados Árabes Unidos | 0 – 1     | Iraque     | Estádio Cidade Deportiva Califa, Madinat 'Isa |
| 19:30         |                        | Relatório | Kareem 26' | Público: 250 Árbitro: AUS Jarred Gillett      |

| 17 de Outubro | Vietnã         | 1 – 1     | Emirados Árabes Unidos | Estádio Cidade Deportiva Califa, Madinat 'Isa |
| 16:30         | Hồ Minh Dĩ 21' | Relatório | Omar 58' ( pen.)       | Público: 50 Árbitro: SYR Hanna Hattab         |

| 17 de Outubro | Iraque                                             | 4 – 0     | Coreia do Norte | Estádio Cidade Deportiva Califa, Madinat 'Isa |
| 19:30         | Fayad 54' ( pen.) · Kareem 63' 65' · Abdulnabi 79' | Relatório |                 | Público: 156 Árbitro: KSA Turki Al-Khudhayr   |

| 20 de Outubro | Coreia do Norte   | 1 – 3     | Emirados Árabes Unidos                     | Estádio Cidade Deportiva Califa, Madinat 'Isa |
| 19:30         | Han Kwang-song 8' | Relatório | Rashid 31' · Al-Matroushi 52' · Yaqoob 77' | Público: 155 Árbitro: SIN Muhammad Taqi       |

| 20 de Outubro | Iraque | 0 – 0     | Vietnã | Estádio Nacional de Bahrein, Riffa |
| 19:30         |        | Relatório |        | Público: 263 Árbitro: CHN Fu Ming  |

### Grupo C
| Seleção | P | J | V | E | D | GP | GC | SG |
| ------- | - | - | - | - | - | -- | -- | -- |
| Japão   | 7 | 3 | 2 | 1 | 0 | 6  | 0  | +6 |
| Irã     | 5 | 3 | 1 | 1 | 0 | 2  | 1  | +1 |
| Catar   | 4 | 3 | 1 | 1 | 1 | 2  | 4  | -2 |
| Iêmen   | 0 | 3 | 0 | 0 | 3 | 0  | 5  | -5 |

| 14 de Outubro | Japão                              | 3 – 0     | Iêmen | Estádio Nacional de Bahrein, Riffa          |
| 16:30         | Ogawa 47' · Iwasaki 79' · Hara 88' | Relatório |       | Público: 500 Árbitro: BHR Jameel Abdulhusin |

| 14 de Outubro | Catar              | 1 – 1     | Irã             | Estádio Nacional de Bahrein, Riffa  |
| 19:30         | Razzaghpour 38g.c' | Relatório | Razzaghpour 58' | Público: 1,000 Árbitro: CHN Fu Ming |

| 17 de Outubro | Irã | 0 – 0     | Japão | Estádio Nacional de Bahrein, Riffa       |
| 16:30         |     | Relatório |       | Público: 225 Árbitro: AUS Jarred Gillett |

| 17 de Outubro | Iêmen | 0 – 1     | Catar     | Estádio Nacional de Bahrein, Riffa            |
| 19:30         |       | Relatório | Umaru 84' | Público: 525 Árbitro: SRI Nivon Robesh Gamini |

| 20 de Outubro | Catar | 0 – 3     | Japão                                    | Estádio Nacional de Bahrein, Riffa          |
| 16:30         |       | Relatório | Iwasaki 14' · Miyoshi 45' · Tomiyasu 62' | Público: 120 Árbitro: KSA Turki Al-Khudhayr |

| 20 de Outubro | Iêmen | 0 – 1     | Irã             | Estádio Cidade Deportiva Califa, Madinat 'Isa |
| 16:30         |       | Relatório | Razzaghpour 45' | Público: 535 Árbitro: KGZ Timur Faizullin     |

### Grupo D
| Seleção      | P | J | V | E | D | GP | GC | SG |
| ------------ | - | - | - | - | - | -- | -- | -- |
| Uzbequistão  | 7 | 3 | 2 | 1 | 0 | 5  | 3  | +2 |
| Tadjiquistão | 4 | 3 | 1 | 1 | 1 | 3  | 2  | +1 |
| Austrália    | 4 | 3 | 1 | 1 | 1 | 3  | 3  | 0  |
| China        | 1 | 3 | 0 | 1 | 2 | 0  | 3  | -3 |

| 15 de Outubro | Uzbequistão                    | 2 – 1     | Tadjiquistão | Estádio Cidade Deportiva Califa, Madinat 'Isa |
| 16:30         | Davlatjonov 67' · Jasurbek 72' | Relatório | Saidov 20'   | Público: 100 Árbitro: SRI Nivon Robesh Gamini |

| 15 de Outubro | China | 0 – 1     | Austrália  | Estádio Nacional de Bahrein, Riffa   |
| 19:30         |       | Relatório | Shabow 47' | Público: 370 Árbitro: JPN Jumpei Ida |

| 18 de Outubro | Tadjiquistão                  | 2 – 0     | China | Estádio Nacional de Bahrein, Riffa         |
| 16:30         | Panshanbe 3' · Hamroqulov 65' | Relatório |       | Público: 82 Árbitro: BHR Jameel Abdulhusin |

| 18 de Outubro | Austrália                                     | 2 – 3     | Uzbequistão                           | Estádio Cidade Deportiva Califa, Madinat 'Isa |
| 19:30         | Youlley 63' ( pen.) · Blackwood 90+3' ( pen.) | Relatório | Abdukhalikov 29' · Ibrokhimov 40' 46' | Público: 58 Árbitro: UAE Ammar Al-Jeneibi     |

| 21 de Outubro | Uzbequistão | 0 – 0     | China | Estádio Cidade Deportiva Califa, Madinat 'Isa |
| 19:30         |             | Relatório |       | Público: 135 Árbitro: JPN Jumpei Ida          |

| 21 de Outubro | Austrália | 0 – 0     | Tadjiquistão | Estádio Nacional de Bahrein, Riffa        |
| 19:30         |           | Relatório |              | Público: 165 Árbitro: QAT Khamis Al Marri |

## Fase final
|  | Quartas de final             | Quartas de final      |                              |       | Semifinais | Semifinais |  |  | Final | Final |
|  |                              |                       |                              |       |            |            |  |  |       |       |
|  | 23 de Outubro – Madinat 'Isa |                       |                              |       |            |            |  |  |       |       |
|  |                              |                       |                              |       |            |            |  |  |       |       |
|  | Bahrein                      | 0                     |                              |       |            |            |  |  |       |       |
|  | Bahrein                      | 0                     | 27 de Outubro – Madinat 'Isa |       |            |            |  |  |       |       |
|  | Vietnã                       | 1                     |                              |       |            |            |  |  |       |       |
|  | Vietnã                       | 1                     | Vietnã                       | 0     |            |            |  |  |       |       |
|  | 24 de Outubro – Riffa        |                       | Vietnã                       | 0     |            |            |  |  |       |       |
|  |                              | Japão                 | 3                            |       |            |            |  |  |       |       |
|  | Japão                        | Japão                 | 3                            | 4     |            |            |  |  |       |       |
|  | Japão                        |                       | 30 de Outubro – Riffa        | 4     |            |            |  |  |       |       |
|  | Tadjiquistão                 | 0                     |                              |       |            |            |  |  |       |       |
|  | Tadjiquistão                 | 0                     | Japão                        | 0 (5) |            |            |  |  |       |       |
|  | 23 de Outubro – Riffa        |                       | Japão                        | 0 (5) |            |            |  |  |       |       |
|  |                              | Arábia Saudita        | 0 (3)                        |       |            |            |  |  |       |       |
|  | Iraque                       | Arábia Saudita        | 0 (3)                        | 2 (5) |            |            |  |  |       |       |
|  | Iraque                       | 27 de Outubro – Riffa |                              | 2 (5) |            |            |  |  |       |       |
|  | Arábia Saudita               | 2 (6)                 |                              |       |            |            |  |  |       |       |
|  | Arábia Saudita               | 2 (6)                 | Arábia Saudita               | 6     |            |            |  |  |       |       |
|  | 24 de Outubro – Madinat 'Isa |                       | Arábia Saudita               | 6     |            |            |  |  |       |       |
|  |                              | Irã                   | 5                            |       |            |            |  |  |       |       |
|  | Uzbequistão                  | Irã                   | 5                            | 0     |            |            |  |  |       |       |
|  | Uzbequistão                  |                       |                              | 0     |            |            |  |  |       |       |
|  | Irã                          | 2                     |                              |       |            |            |  |  |       |       |
|  | Irã                          | 2                     |                              |       |            |            |  |  |       |       |

### Quartas de final
| 23 de Outubro | Iraque               | 2 – 2 (pro.) | Arábia Saudita             | Estádio Cidade Deportiva Califa, Madinat 'Isa |
| 16:15         | Abed 75' · Fayad 79' | Relatório    | Al-Anaze 65' · Al-Yami 69' | Público: 338 Árbitro: JPN Jumpei Iida         |

|                                                      |     | Penalidades                                                   |  |
| Habeeb M. Kareem Abed Fayad Hasan Abdulnabi Abdullah | 5–6 | Al-Dawsari Ghareeb Al-Yami Al-Amri Al-Najai Zabbani Al-Saluli |  |

| 23 de Outubro | Bahrein | 0 – 1     | Vietnã    | Estádio Nacional de Bahrein, Riffa           |
| 19:15         |         | Relatório | Thành 72' | Público: 10,610 Árbitro: QAT Khamis Al-Marri |

| 24 de Outubro | Japão                                 | 4 – 0     | Tadjiquistão | Estádio Nacional de Bahrein, Riffa  |
| 16:15         | Ogawa 8' 73' · Doan 19' · Iwasaki 88' | Relatório |              | Público: 135 Árbitro: CHN Fu Ming]] |

| 24 de Outubro | Uzbequistão | 0 – 2     | Irã | Estádio Cidade Deportiva Califa, Madinat 'Isa |
| 19:15         |             | Relatório |     | Público: 160 Árbitro: SIN Muhammad Taqi       |

### Semifinal
| 27 de Outubro | Arábia Saudita                                                      | 6 – 5     | Irã                                                                          | Estádio Cidade Deportiva Califa, Madinat 'Isa |
| 16:15         | Al-Najai 18' (pen.) 51' · Al-Khulaif 42' · A. Al-Yami 45+1' 64' 76' | Relatório | Jafari 45' · Aghasi 45+3' · Shekari 62' · Mehdikhani 75' · Karamolachaab 83' | Público: 1,200 Árbitro: CHN Fu Ming           |

| 27 de Outubro | Vietnã | 0 – 3     | Japão                           | Estádio Nacional de Bahrein, Riffa       |
| 19:15         |        | Relatório | Kishimoto 6' · Nakamura 10' 51' | Público: 190 Árbitro: AUS Jarred Gillett |

### Final
| 30 de Outubro | Japão | 0 – 0 (pro.) | Arábia Saudita | Estádio Nacional de Bahrein, Riffa          |
| 17:30         |       | Relatório    |                | Público: 3,460 Árbitro: QAT Khamis Al-Marri |

|                                |     | Penalidades                           |  |
| Sakai Doan Endo Nakayama Ogawa | 5–3 | Al-Dawsari Kariri A. Al-Yami Magrashi |  |

## Artilharia
4 gols
- Sami Al-Najai
- Abdulrahman Al-Yami

3 gols
- Reza Jafari
- Waleed Kareem
- Yuto Iwasaki
- Koki Ogawa
- Rakan Al-Anaze

2 gols
- Mohamed Yusuf
- Abolfazl Razzaghpuor
- Mazen Fayad
- Shunta Nakamura
- Ayman Al-Khulaif
- Cho Young-wook
- Doston Ibrokhimov

1 gol
- George Blackwood
- Mario Shabow
- Liam Youlley
- Talal Al Naar
- Ahemd Bughammar
- Sayed Ebrahim
- Mohamed Marhoon
- Ahmed Mohamed
- Aref Aghasi
- Reza Karamolachaab
- Mehdi Mehdikhani
- Reza Shekari
- Alaa Abbas Abdulnabi
- Mazen Fayad
- Ritsu Doan
- Teruki Hara
- Takeru Kishimoto
- Koji Miyoshi
- Takehiro Tomiyasu
- Han Kwang-song
- Ryang Hyon-ju
- Abdulrasheed Umaru
- Abdulelah Al-Amri
- Mansour Al-Muwallad
- Abdulrahman Ghareeb
- Han Chan-hee
- Jeong Tae-wook
- Kang Ji-hoon
- Kim Geun-jung
- Nuriddin Hamroqulov
- Ehsoni Panshanbe
- Karomatullo Saidov
- Anon Amornlerdsak
- Supachai Jaided
- Sittichok Phaso
- Faisal Al Matroushi
- Ahmed Rashid Almehrzi
- Husain Abdulla Omar
- Jassim Yaqoob
- Bobur Abdukhalikov
- Sayidjamol Davlatjonov
- Jasurbek Yakhshiboev
- Hà Đức Chinh
- Hồ Minh Dĩ
- Đoàn Văn Hậu
- Trần Thành

Gol contra
- Abolfazl Razzaghpour (Gol a favor do Qatar)

## Premiação
| Campeonato Asiático de Futebol Sub-19 de 2016 |
| Japão                                         |
| --------------------------------------------- |
| Japão Campeão (1º título)                     |